# Clementine von Schuch
Clementine Edle von Schuch (* 24. Juli 1921 in Dresden; † 29. Juni 2014 in Berlin; auch Clementine von Schuch II bzw. jun.) war eine deutsche Konzert- und Opernsängerin (Sopran), gab aber auch Partien, die für Mezzosopran bzw. Alt geschrieben sind.

## Leben und Wirken

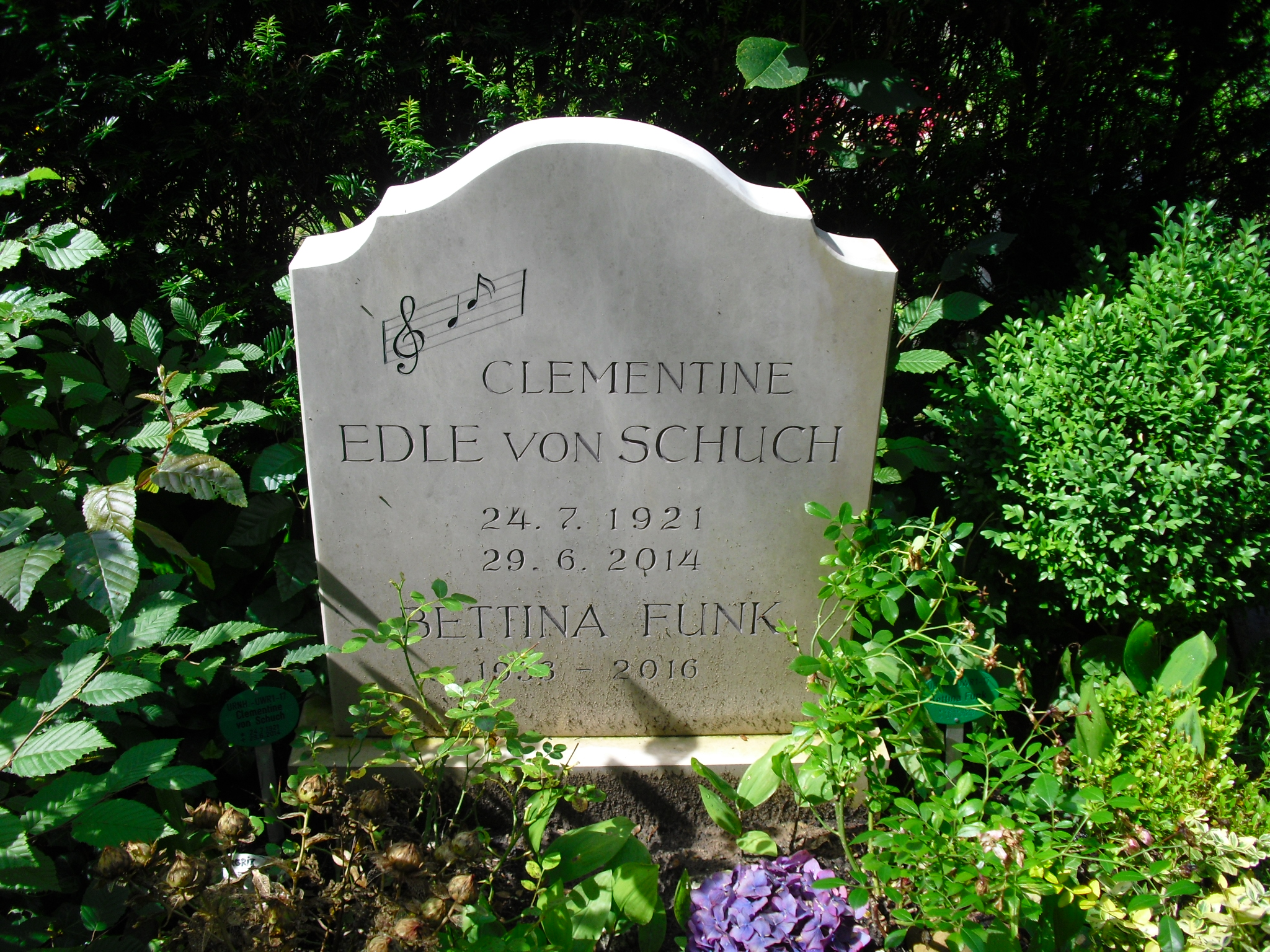
Grabstein für Clementine von Schuch auf dem Friedhof Lichterfelde

Schuch war die Tochter des Cellisten Hans von Schuch (1886–1963) sowie dessen Ehefrau Valeria Koslerova, einer Balletttänzerin des königlichen Dresdner Ballettensembles. Sie war damit eine Enkelin des bedeutenden Dresdner Dirigenten Ernst von Schuch (1847–1914) und dessen Ehefrau, Kammersängerin Clementine von Schuch-Proska (1850–1932). Über ihre Tante mütterlicherseits, Klara (Lala) Koszler (auch: Koslerova), war sie mit Klaus Pringsheim senior verschwägert, dessen Schwester Katia mit Thomas Mann verheiratet war.
Clementine von Schuch erhielt von ihrer Tante, der Koloratursopranistin Liesel von Schuch (1891–1990), in Dresden ihre Ausbildung, worauf das erste Bühnenengagement 1942 bis 1944 am Stadttheater Königsberg erfolgte.
Während der ersten Opernaufführung in Dresden nach dem Zweiten Weltkrieg am 10. August 1945 gab Clementine von Schuch im Kleinen Haus auf der Glacisstraße den Cherubino (Mezzosopran) aus Figaros Hochzeit von Mozart.
Nach dem Zweiten Weltkrieg trat sie von 1945 bis 1947 an der Staatsoper Dresden auf, woraufhin sie 1947 an die neu gegründete Komische Oper in Berlin engagiert wurde, wo sie bis in die 1960er Jahre arbeitete. Sie sang mittlere und kleinere Rollen aus allen Bereichen der Oper, so zum Beispiel die Mercédès in Bizets Carmen, die Antonia (Mezzosopran) in Tiefland von Eugen d’Albert, die Annina (Alt) im Rosenkavalier von Richard Strauss, die Frugola (Alt) in Puccinis Il tabarro, die Hortense in Die Wirtin von Pinsk von Richard Mohaupt sowie den Sebastian in Arthur Kusterers Was ihr wollt.
Im Jahr 1968 gab sie die Louise (Alt) im Pariser Leben von Jacques Offenbach, mit den Berliner Symphonikern unter Franz Allers und dem Chor der Deutschen Oper Berlin.
Die Berlinerin Clementine von Schuch errichtete 2011 zusammen mit zwei Cousinen, den Schuch-Enkelinnen Brigitte Bela aus Bonn (Tochter von Käthe von Schuch-Schmidt) sowie Sabine Lämmel aus Saarbrücken, die Familienstiftung Ernst Edler von Schuch in der Trägerschaft des Stadtmuseum Dresden, die Erbstücke ihrer bedeutenden Großeltern aus deren Schaffenszeit dem Stadtmuseums Dresden überreichte. Diese Familienstiftung soll jedoch nicht nur die Vergangenheit dokumentieren, sondern will künftig auch junge Musiktalente fördern.
Schuch verstarb am 29. Juni 2014; sie hinterlässt eine Tochter. Die Urnenbeisetzung erfolgte im August 2014 auf dem Friedhof Lichterfelde.